# Села при Шентјернеју
Села при Шентјернеју (словен. Sela pri Šentjerneju) је насељено место у општини Шентјернеј, регија Југоисточна Словенија, Словенија.

## Историја
До територијалне реорганизације у Словенији била су у саставу старе општине Ново Место.

## Становништво
У попису становништва из 2011. године, Села при Шентјернеју су имала 94 становника.
| Број становника према пописима | Број становника према пописима | Број становника према пописима |
| ------------------------------ | ------------------------------ | ------------------------------ |
| 1991                           | 2002                           | 2011                           |
| 98                             | 100                            | 94                             |

Напомена: До 1953. исказивано под именом Села.